# Mod lyset
Mod Lyset er en dansk stumfilm fra 1919, instrueret af Holger-Madsen og med stjerneskuespilleren Asta Nielsen i hovedrollen.

## Handling
Komtesse Ysabel (Asta Nielsen) er en overfladisk og kokette aristokrat der leger med andres følelser som var de dukker. Inga (Lilly Jacobsson), professor Maninis (Nicolai Neiiendam) datter, elsker sin fætter Felix (Harry Komdrup), men han har kun tanker for  Ysabel, hvilket ikke falder i god jord hos Baron Sandro Grec (Anton de Verdier) som er forlovet med komtessen.
Mens alle disse kærlighedsforviklinger udspiller sig er der også en vækkelsesprædikant – Elias Renato (Alf Blütecher) – i byen. Han har dedikeret sit liv til at hjælpe de hjemløse og de fattige. Han redder den fattige forældreløse pige Wenka (Astrid Holm) som vil drukne sig selv i byens parksø, da hun ikke har andet i livet end en fordrukken stedfar (Hans Dynesen) og en baggårdskat.
Felix vil ligesom pigen også begå selvmord, men af helt andre grunde; han er frustreret og desperat i sin håbløse kærlighed til komtessen. Han efterlader et selvmordsbrev til komtessen.
Professor Manini bebrejder komtessen Felix død og fortæller hende at "hvad man sår, skal man høste", men komtesse Ysabel føler ingen skyld for Felixs død og gifter sig med baronen – på trods af hendes mors advarsler mod manden.
Under brylluppet bliver baronen afsløret i at være en kortsnyder og gemen kriminel og i rent faktisk slet ikke at være hverken baron eller Sandro Grec som han havde udgivet sig for, men derimod Leon Spontazzi, så han bliver arresteret af politiet netop som de kommer hjem. Den forsmåede brud finder sig nu alene med sine skrækkelige tanker, og kommer professor Maninis bebrejdende formaning i hu.
Wenka der nu har slået sig til prædikanten, plejer komtessens mor enkegrevinde Prosca (Augusta Blad), der er blevet alvorligt syg efter datterens skandaløse ægteskab. Prædikanten selv prædiker foran komtessens slot og prædiken eller musikken der følger hans prædiken, bevæger komtessen. Hun følger prædikanten til hans hjem for hjemløse som han har opslået på en ø. Men hun er ikke troende, og prøver at besnærer ham med hendes charme og rigdom – som djævlen (Carl Schenstrøm) prøvede at lokke Jesus. Men forgæves. Komtesse Ysabel sejler da tilbage fra prædikantens ø, men erfarer nu at hendes mor er død og sorgen og desperationen driver hende til troen og til selv at begynde at prædike.
Wenkas stedfar er i mellemtiden også flyttet til prædikantens ø, men gamle vaner er svære at opgive og han behandler Wenka dårligt, og får ved et uheld sat ild på hele øen. Branden kan ses fra hovedlandet hvor Ysabel befinder sig. Hun sejler da straks til øen, men nu ikke som en gudløs komtesse, men som en troende kvinde. På øen fortæller hun prædikanten om sin mirakuløse forvandling og erklærer ham sin kærlighed og sin kærlighed til Gud. De gifter sig og arbejder derefter sammen i at sprede Guds budskab.

## Rolleliste
| Skuespiller       | Rolle                                |
| ----------------- | ------------------------------------ |
| Augusta Blad      | Enkegrevinde Prosca                  |
| Asta Nielsen      | Komtesse Ysabel, grevindens datter   |
| Alf Blütecher     | Elias Renato, fattigpræst            |
| Frederik Jacobsen | Stiftsprovst Cordes                  |
| Nicolai Neiiendam | Professor Manini                     |
| Lilly Jacobsson   | Inga, professorens datter            |
| Harry Komdrup     | Felix, professorens nevø             |
| Anton de Verdier  | (Baron) Sandro Grec / Leon Spontazzi |
| Elith Pio         | Suffløren                            |
| Astrid Holm       | Wenka                                |
| Hans Dynesen      | Wenkas stiffader                     |
| Charles Wilken    | Kludesamler Peters                   |
| Carl Schenstrøm   | Djævelen                             |
| Henny Lauritzen   |                                      |
| Axel Boesen       |                                      |

## Restauration
Mod Lyset er blevet restaureret i en ny digitaliseret udgave og genudgivet af Det Danske Filminstitut. Den kommer i DVD samling med alle fire af Asta Nielsens danske stumfilm: Afgrunden (1910),  Balletdanserinden (1911), Den sorte Drøm (1911), Mod lyset (1919).